# Prezi
Prezi — це хмарне презентаційне програмне забезпечення, розроблене на початку 2009 року. Сервіс використовує масштабований інтерфейс користувача, котрий дозволяє оперувати даними у 2.5 D та Parallaxi.
Prezi використовує 50 мільйонів користувачів і 80 % компаній з рейтингу Fortune Global 500. Проект був створений в Будапешті, а сама назва prezi в перекладі з угорської — скорочена форма слова «презентація».

## Історія
Проект Prezi (або Prezi.com) був створений за допомоги компаній Kitchen Budapest і Magyar Telekom. Одразу після запуску компанія вийшла на міжнародний ринок.
Протягом першого року у компанії не було практично ніякого фінансування. Після 18 місяців роботи в квітні 2009 року Prezi запустилася в Будапешті, а через 5 місяців відкрився офіс в Сан-Франциско. Засновники компанії здобули приз в європейському змаганні стартаперів The Europas в номінації «Найкращий засновник і співзасновник стартапу». Серед інвесторів — Sunstone Capital, TED Conferences та Accel Partners, на суму приблизно $15,5 млн. Prezi вийшов на окупність за 3 місяці.

## Продукти
Prezi розроблена на Adobe Flash, Adobe AIR та Django, проте з 2014 року також можливо працювати на Javascript. Продукт став надзвичайно популярним у системах освіти та серед університетів. Ним, зокрема, користується видання The Guardian та конференція TED.

### Платформи
Компанія працює на моделі Freemium, тож безкоштовні користувачі мають публікувати свої презентації у відкритому доступі на сайті Prezi. Існує платна послуга, котра дозволяє цього уникати. Prezi Desktop має аналогічний з сайтом функціонал, але дозволяє придбати Prezi Pro або Edu Pro — можливість для абонентів працювати в автономному режимі, створювати і зберігати свої презентації на своїх власних комп'ютерах Windows або Mac.
Prezi Viewer це програма розроблена для IPad, котра дозволяє переглядати презентації, створені на Prezi Desktop. До 10 користувачів одночасно можуть співпрацювати у Prezi Collaborate. Окрім того, компанія надає зручні умови передплати для студентів та науковців.

### Nutshell
Розважальний додаток Nutshell для iPhone дозволяє склеювати фотографії в комікс з рухомими елементами. Nutshell створює невеликий квадратний ролик на основі трьох знімків, який потім можна опублікувати в Instagram або Twitter.